# Santa Maria de Vilanant
Santa Maria de Vilanant és una església del municipi de Vilanant (Alt Empordà) inclosa en l'Inventari del Patrimoni Arquitectònic de Catalunya.

## Descripció

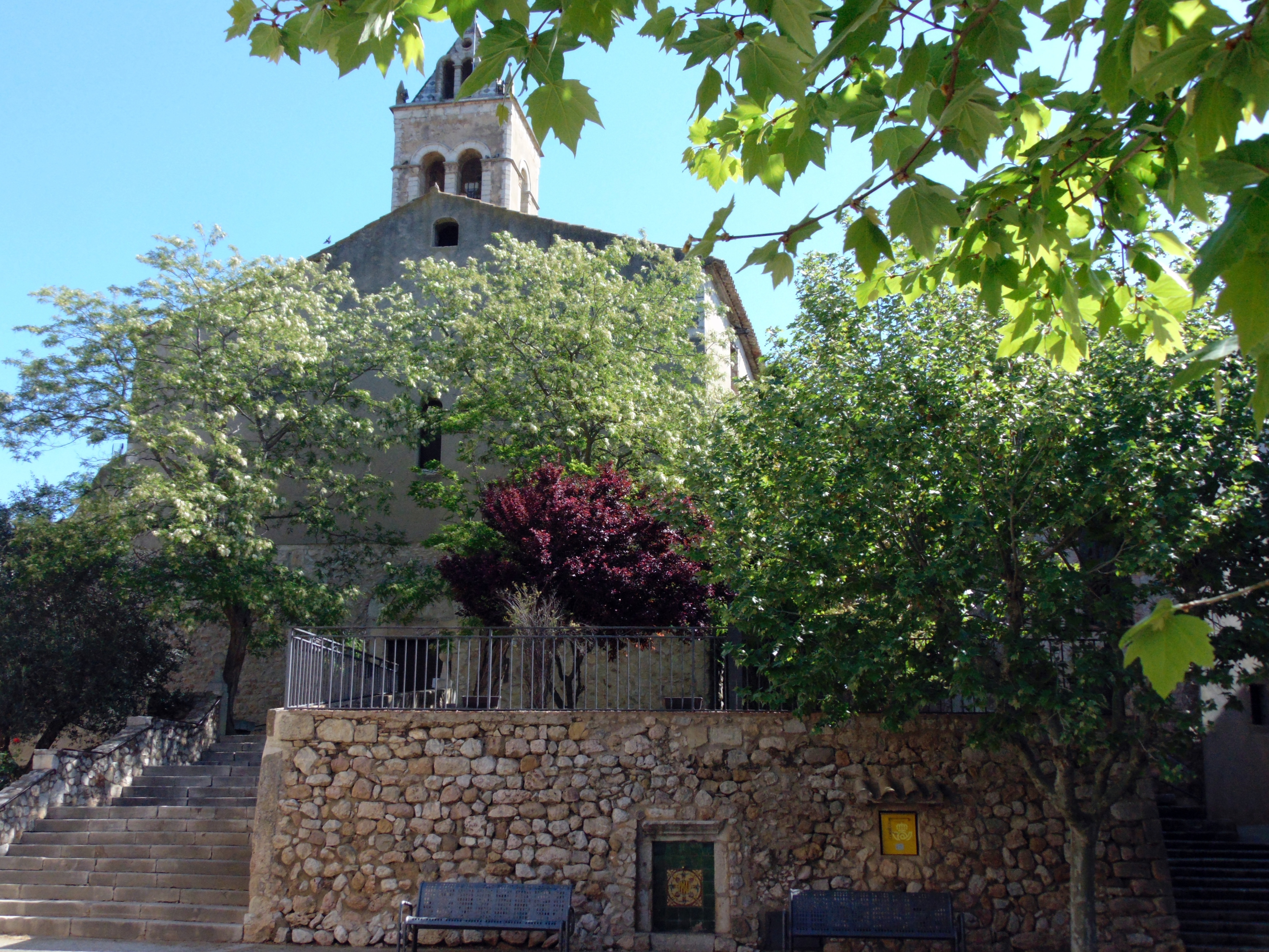

L'església de Santa Maria està situada al centre del poble, en una zona elevada que la permet veure des dels afores del poble amb més facilitat que des de davant mateix. És un temple de planta basilical, amb tres naus i una capçalera formada originàriament per tres absis, el central rectangular i els laterals de ferradura. D'aquesta capçalera triabsidal se'n conserva l'absis rectangular.
Tota la façana des del timpà cap amunt està coberta per una capa de pòrtland. La porta és d'arc de mig punt formada per carreus irregulars i a sobre d'aquesta trobem tres finestres una de les quals ens permet veure el seu parament original, però no les altres dues. L'aparell de l'església que resta visible ens permet identificar filades d'opus spicatum.
De l'antiga capçalera triabsidal del temple, en resta avui només l'absis central de planta rectangular. Aquest absis queda en l'exterior dins un pati particular. L'absidiola meridional fou destruïda en construir la sagristia, probablement els segles xvii-xviii. La torre campanar del 

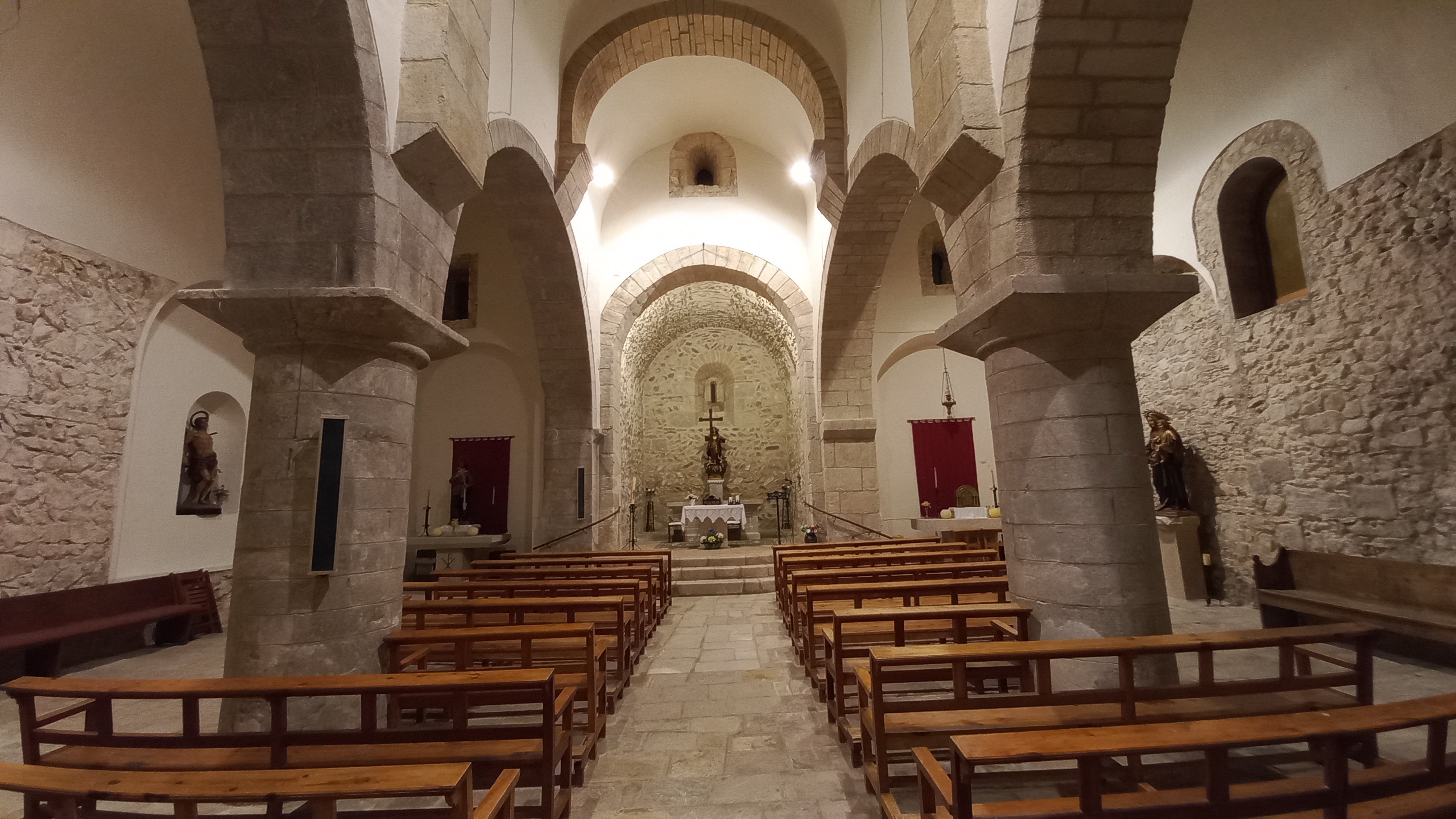
Vista interior, des de l'entrada cap a l'absis i l'altar, de l'església de Santa Maria de Vilanant

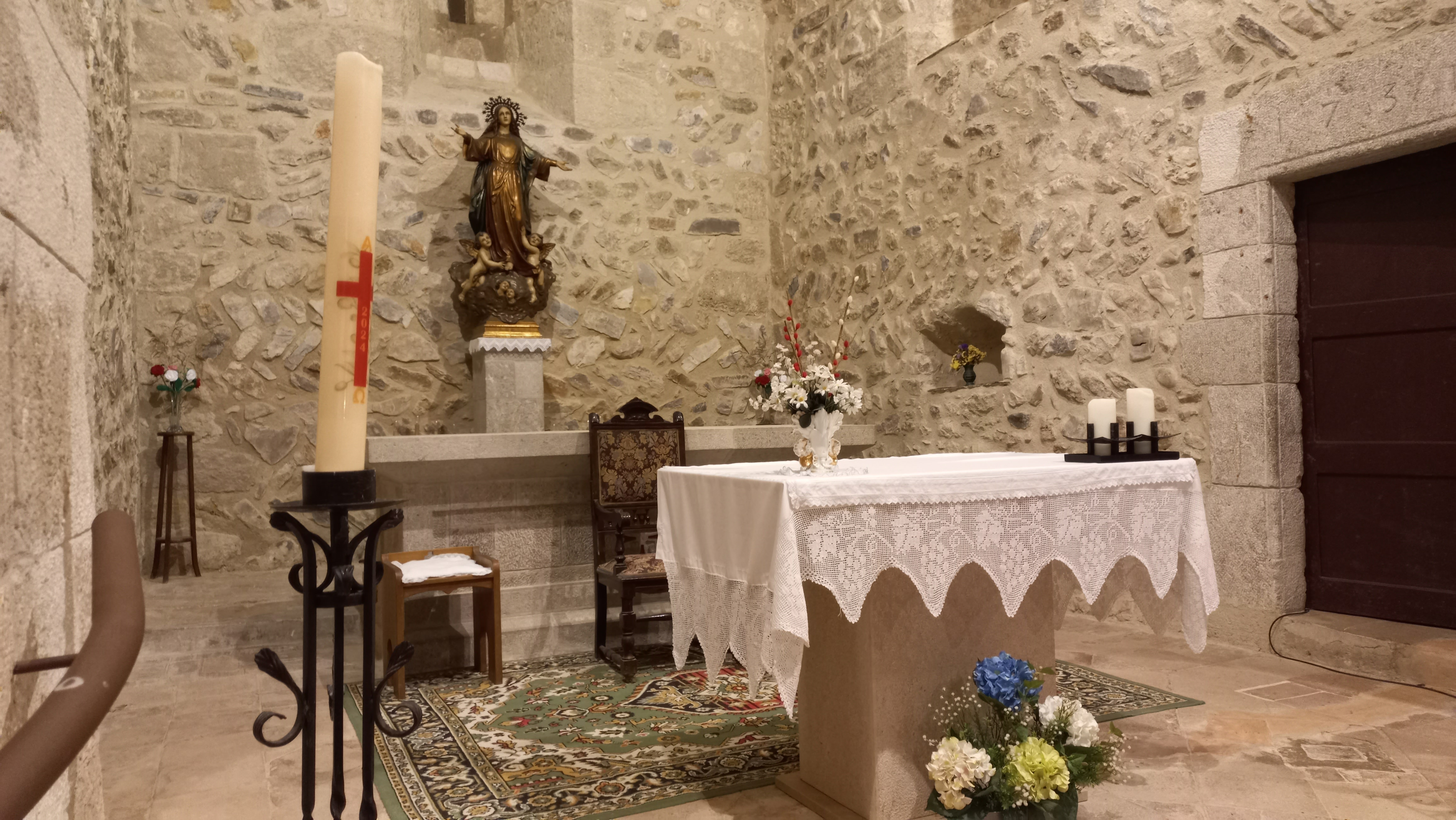
Interior de l'absis, amb el ciri pasqual i l'altar en primer pla, de l'església de Santa Maria de Vilanant

segle xix s'alça sobre l'absidiola septentrional, de la que s'han conservat importants vestigis com podem veure en la base i a l'interior de la torre. El campanar és de planta quadrada i té a la part alta arcades de mig punt, i es remata amb una coberta en forma de piràmide.

## Història
L'edifici era originalment una construcció preromànica de planta basilical de tres naus amb tres absis, el central rectangular i els laterals de ferradura. La seva data de construcció se situa probablement entre els segles IX-x. L'església de Santa Maria de Vilanant apareix documentada des del 1018.
La sagristia data dels segles xvii-xviii i el campanar va ser bastit durant el segle xix. En un procés de reforma realitzat vers el 1928, l'interior i l'exterior del temple es van cobrir d'una capa d'arrebossat que va amagar els paraments originals. El 1970 es van fer treballs de neteja en una petita part dels murs, que van permetre descobrir uns fragments d'aparell del parament de migdia i van deixar veure l'existència de dues obertures anteriorment amagades per la calç, així com un parament alt-medieval en l'absis central.